# Chief of Space Operations
Der Chief of Space Operations (CSO) ist der wichtigste militärische Berater des United States Secretary of the Air Force für Weltraumoperationen. Das Amt wird von einem General der 2019 neu geschaffenen United States Space Force bekleidet.
Der Chef der Raumfahrtoperationen ist in der Regel der ranghöchste Offizier im aktiven Dienst im Weltraum. Er ist Mitglied der Joint Chiefs of Staff und damit militärischer Berater des Nationalen Sicherheitsrates, des Verteidigungsministers und des Präsidenten. Der Chef wird vom Präsidenten vorgeschlagen und vom Senat der Vereinigten Staaten bestätigt und grundsätzlich für eine vierjährige Amtszeit ernannt.
Der derzeitige Chief of Space Operations ist seit dem 2. November 2022 B. Chance Saltzman. Saltzman ist der erste CSO, der auf diesem Dienstposten zum General befördert wurde. Beide bisherigen Chiefs begannen ihre Laufbahn in der United States Air Force.

## Liste der Chiefs of Space Operations
| Nr. | Rang    | Name               | Bild | Beginn der Berufung | Ende der Berufung |
| --- | ------- | ------------------ | ---- | ------------------- | ----------------- |
| 1   | General | John W. Raymond    |      | 20. Dez. 2019       | 2. Nov. 2022      |
| 2   | General | B. Chance Saltzman |      | 2. Nov. 2022        |                   |